# Chiry-Ourscamp

Chiry-Ourscamp este o comună în departamentul Oise, Franța. În 1 ianuarie 2022 avea o populație de 1.109 de locuitori.